# Dietmar Strauch

Dietmar Strauch (2010)

Dietmar Strauch (* 1942 in Berlin) ist ein deutscher Sachbuchautor.

## Leben
Deitmar Strauch studierte Geschichts- und Informationswissenschaft sowie Chemie und Mathematik an der Freien Universität Berlin. Er lebte lange in Caputh bei Potsdam und heute in Berlin. Er war Dozent an der Universität Potsdam und ist Geschäftsführer eines Unternehmens der Informationswirtschaft (Progris). Er hat zahlreiche wissenschaftliche Abhandlungen und Bücher geschrieben.

## Schriften
- Wissenschaftliche Kommunikation und Industrialisierung. Einheit und gesellschaftliche Bedeutung der Wissenschaft als Kommunikationsprobleme (= Beiträge zur Informations- und Dokumentationswissenschaft. Band 8). München 1976.
- als Hrsg.: Bildschirmtext. Facetten eines neuen Mediums. München u. a. 1980, ISBN 3-486-25191-0.
- mit Lothar Blackert: Wie finde ich Informationen zu Ökologie und Umweltschutz. Berlin 1994, ISBN 978-3-870612108.
- Einstein in Caputh. Die Geschichte eines Sommerhauses. Berlin/Wien 2001, ISBN 3-8257-0226-X.
- als Mit-Hrsg.: Grundlagen der praktischen Information und Dokumentation. 4. Ausgabe. München 1997, ISBN 3-598-11674-8.
- Alles ist relativ. Die Lebensgeschichte des Albert Einstein. Weinheim/Basel 2005, ISBN 3-407-80944-1 (Taschenbuchausgabe ISBN 978-3-407-74044-1).
- Ihr Mut war grenzenlos. Widerstand im Dritten Reich. Weinheim/Basel 2006, ISBN 3-407-80984-0.
- Lexikon Buch, Bibliothek, neue Medien. 2., aktualisierte u. erw. Auflage. Saur, München 2007, ISBN 978-3-598-11758-9.
- Adagio – Feld O. Biographische Recherchen auf dem Jüdischen Friedhof Berlin-Weißensee. Berlin 2008, ISBN 978-3-88777-015-0.
- als Hrsg.: Neuausgabe Tom Seidmann-Freud: Die Fischreise. Berlin 2009, ISBN 978-3-88777-017-4.
- als Hrsg.: Neuausgabe Rudolf Oelschläger: Dorf und Schloß Caputh. Ein Beitrag zur engeren Heimatkunde. Neuausgabe der Broschüre von 1909. Berlin 2009, ISBN 978-3-88777-016-7.
- James Simon. Der Mann, der Nofretete zur Berlinerin machte. Progris, Berlin 2010, ISBN 978-3-88777-018-1. (2., erweiterte Ausgabe, edition progris, Berlin 2019, ISBN 978-3-88777-035-8)
- als Hrsg.: Neuausgabe Tom Seidmann-Freud: Das Baby-Liederbuch. Berlin 2012, ISBN 978-3-88777-021-1.
- mit Bärbel Högner: Konrad Wachsmann. Stationen eines Architekten Berlin 2013, ISBN 978-3-88777-023-5.
- Einsteins Sommer-Idyll in Caputh. Biographie eines Sommerhauses. Berlin 2015, ISBN 978-3-88777-024-2.
- Reise um die Welt mit 80 Berliner Museumsobjekten. Berlin 2015, ISBN 978-3-88777-025-9.
- mit Lisa Vanovitch: Der Südwestkirchhof Stahnsdorf. Geschichte – Biographien – Rundgänge. Berlin 2017, ISBN 978-3-88777-028-0.
- James Simon. The Man Who Made Nefertiti a Berliner. edition progris, Berlin 2020, ISBN 978-3-88777-036-5.
- Der Berliner Waldfriedhof Heerstrasse. Geschichte – Biographien – Rundgänge. edition progris, Berlin 2020, ISBN 978-3-88777-034-1. (2. überarbeitete Auflage: Berlin 2022, ISBN 978-3-88777-055-6.)
- Adolf Wermuth. Der Beamte, der Groß-Berlin schuf. edition progris, Berlin 2020, ISBN 978-3-88777-044-0.
- Berliner Gräber, die es in sich haben. edition progris, Berlin 2021, ISBN 978-3-88777-054-9.
- Alter St.-Matthäus-Kirchhof Berlin-Schöneberg. Ein Spazier- und Lesebuch. edition progris, Berlin 2023, ISBN 978-3-88777-058-7.

| Personendaten    | Personendaten           |
| ---------------- | ----------------------- |
| NAME             | Strauch, Dietmar        |
| KURZBESCHREIBUNG | deutscher Sachbuchautor |
| GEBURTSDATUM     | 1942                    |
| GEBURTSORT       | Berlin                  |